# 香港書展
香港書展（英語：Hong Kong Book Fair）由香港貿易發展局主辦，是亞洲最大型的書展之一, 自1990年起在香港會議展覽中心舉行，是香港夏季的盛事之一，為出版社提供推廣新書的平台，為讀者提供接觸新書及會見作者的機會。由於入場費用便宜且書類廣泛，每年都吸引大批香港市民和遊客進場。不少書籍會選擇在書展期間出版，並且在書展內舉行簽名會，希望為新書宣傳速銷。展場內也會有名人和作家舉辦座談會。書展每年都會與多家出版社與專業機構合作，定出一個獨特主題，並且圍繞主題舉辦各項活動。在書展購書，一般會獲得比平日在連鎖書店中較優惠的折扣，一般為8折或85折。
由於香港的獨特背景，兩岸三地的出版商家可以同時參展，此外亦有部分來自東南亞和其他國家的出版商參展。1997年開始，書展同時舉行國際版權交易會及印刷服務展覽會。然而，隨著書展的零售成份逐漸被注重，版權交易已經甚少在書展中進行。
受2019冠狀病毒病香港疫情影響，原訂於2020年7月15日至21日舉行的書展，在進行風險評估後，於舉辦前兩天決定順延至12月16至22日舉行，但疫情始終不受控，於是在11月23日再宣佈延至來年舉行，亦即停辦一屆（第31屆於2021年7月14日至20日舉行）。

## 歷史

### 起源
在香港貿易發展局主辦首屆香港書展之前，香港的出版商會自行於中區之香港大會堂舉辦書展。1988年灣仔會展中心第一期落成，和1989年11月開幕之後，本土出版界感到有必要把書展發展為一個規模更大，更專業化，更能服務業界的平台，因此要求貿發局協助業界主辦書展。首屆由貿發局主辦的書展，在1990年舉行，有149家參展商，展期4天，免費入場，參觀人次20萬。

### 1990年代

#### 1990年
首屆書展在香港會議展覽中心二樓舉行，展期4天，免費入場。參展商共149家，入場人數20萬。
同場還有一個以「亞洲出版業」為題，由著名女作家韓素音主持的講座。

#### 1991年
第一年收入場費，劃一票價港幣十元正，場內特設兒童遊樂區，參展商共200家，參觀人次23萬，原展期四天，因應颱風法雷德襲港令展期增加多一天共五天。

#### 1992年
參展商多達310家，展覽場地擴展至兩個展覽廳，即展覽廳五及半個展覽廳七，展覽廳七為漫畫、兒童書籍及文具區。

#### 1993年
一心搶購漫畫及漫畫精品的入場人士因過度擠擁，引致售票處旁之玻璃被迫至爆裂，兩名入場人士受輕傷入院。

#### 1994年
首次調升票價，成人票港幣二十元，小童票價十元。

#### 1995年
1995年共舉辦兩次書展，分別在二月及七月舉行。

#### 1996年
參展期增加至六天。參展商共392家，入場人數30萬。

#### 1997年
配合香港會議展覽中心新翼落成，這一年書展成為首個在會展新翼舉行的公眾展覽會。這一屆書展首次設立「兒童天地」展館，並增設「國際版權交易會」及「亞洲出版研討會」推廣版權貿易。

#### 1998年
經過民意調查，貿發局與所有協辦機構決定書展只陳列、展示和售賣第一類物品及書刊，書展成為適合市民闔家參觀的活動。這亦促使原於香港書展參展的漫畫商另起爐灶，於翌年起自行舉辦香港漫畫節。

#### 1999年
為配合在職人士的時間，書展首次設立夜書市，在星期五、六把展覽時間延至晚上10時，同屆書展首設「大學坊」，展示大學出版的刊物，以及增設書籍速遞服務。書展成為暑期的香港閱讀周。

### 2000年代

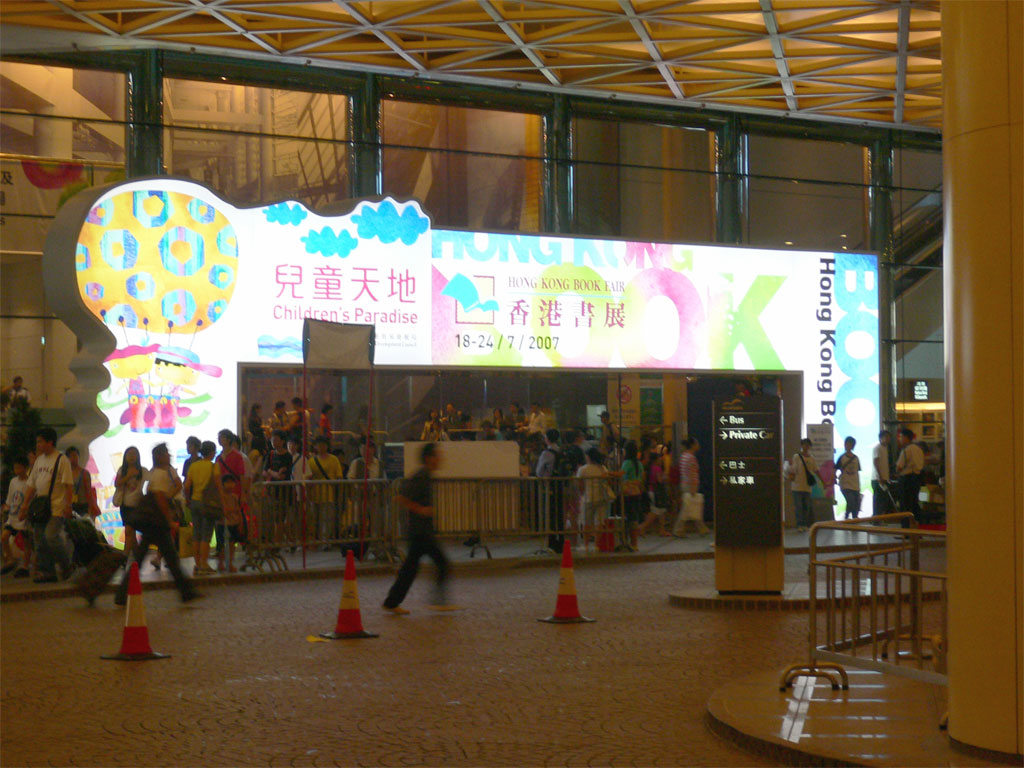
香港書展2007入口

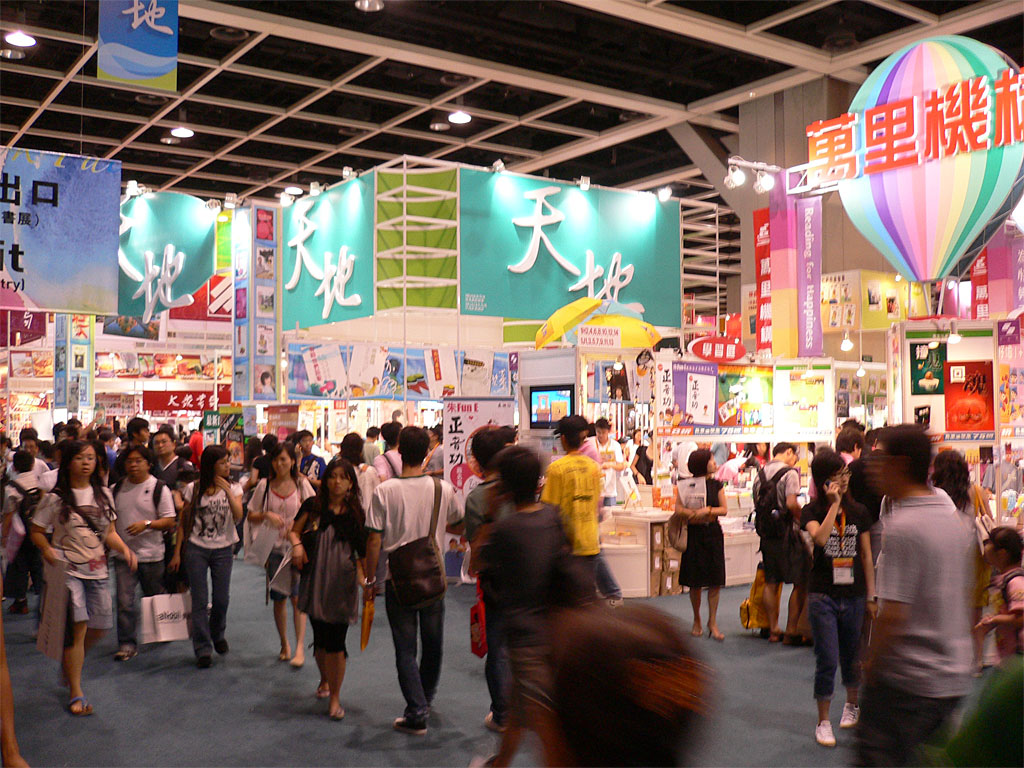
香港書展2007場內

#### 2000年
2000年的書展在7月19日至7月24日舉行。本年增設會場銀行服務。「兒童天地」由今屆開始自行獨立成為一個展覽廳。憑首五天任何一天票尾，再加港幣十元可換取另一張成人入場票。

#### 2001年
2001年的書展在7月18日至7月23日舉行，貿發局為配合書展，邀請藝術發展局擔任協辦機構，與各大文教機構攜手，在書展期間推出一系列文化及推動閱讀的節目，這些活動到了今屆已經擴展至180多項，配合書展成為一個暑期的香港文化閱讀活動周，極受讀者歡迎的名家推介好書也在這一年開始。

#### 2002年
2002年的書展在7月17日至7月22日舉行，書展增設網上書籍目錄搜尋，可讓任何人士在網絡上搜尋參展商參展書籍資料，同樣在會場中裝置八部電腦讓入場人士搜尋書目，同時也成為一個網上的版權交易中心，把書展的版權交易部份擴至突破時、地的限制。

#### 2003年
受非典型肺炎疫情影響，本屆書展由7月23日延期至7月29日至8月3日，大會與衞生署開會後，為免會場人士過度密集，增加感染機會，將門票分為上午進場票及下午進場票。

#### 2004年
2004年的書展在7月21日至7月26日舉行，本年是香港書展第15屆，書展試辦國際文化村，參與國家有法國及新加坡等。本屆以「開卷有益，豐富生活」為主題，展出的書籍超過1萬種。

#### 2005年
2005年的書展在7月20日至7月25日舉行，香港書展首次和亞洲周刊合作，邀請了兩岸三地知名作家包括龍應台教授、章詒和、南方朔、蘇童及陳冠中來港與讀者見面。市民反應踴躍，共有逾2000人次入座，破書展歷年紀錄。首次增設夜場，6時後入場費有半價優惠，反應甚為理想。整個書展共吸引近64萬人次入場，較2004年的50萬人次上升達28%，創下開辦以來訪客升幅最高紀錄。

#### 2006年
2006年的書展在7月19日至7月24日舉行，6時後票價維持去年半價的安排。7月22日（星期六），當局在9時30分容許訪客免費進場——原訂為10時，但是因為訪客太多，故此當局提早進場時間，更在凌晨2時才閉館。在免費入場時段的數小時內，有4.4萬人入場。除7月22和24日外，其他日子均開放至晚上10時。這次訪客升至68萬人次新高，增幅為6%。試驗成功的周末夜書市，升級為午夜書市，從凌晨12時延至凌晨2時，讓愛書一族有更充裕的時間挑選心頭好，並設立兩條特別巴士線，方便市民歸家或轉乘其他交通工具。特首曾蔭權更在書展向20位就讀小四至小六的學生講童話故事。書展邀請了知名作家查良鏞（金庸）、倪匡、盧瑋鑾教授（小思）、劉心武、余華、虹影、蘇偉貞及初安民開講。

#### 2007年
2007年的書展在該年7月18至7月24日舉行，首次邀請專家學者提供意見，設定大會主題為「閱讀香港」。會展中庭擴建，大會制定一系列疏導人流措施，包括增加展期至7日、增加「上午進場票」，票價為10元，鼓勵市民在上午時段進場。增設「閱讀香港講座系列」、「中華文化普及系列」及「名人閱讀分享系列」，並與經濟日報合作，增設「十大經管好書選舉」活動及「企業家談閱讀講座」，並帶領書展走出會展，舉辦「閱讀香港：地標之旅」及「閱讀香港：書店之旅」兩個外展活動，與讀者一起「閱讀」城市的空間、文化與歷史，把閱讀的樂趣延伸入社區。

#### 2008年
2008年的書展在7月23日至7月29日舉行，大會主題設定為「閱讀世界‧走向世界」。與英國文化協會合作，設立「英國文化日」，提倡英語閱讀；與綠色和平合作，於24日首次舉辦『綠色日 （页面存档备份，存于）』「愛書人‧愛森林日」，希望藉著香港書展的平台，推動出版行業使用「森林友好型」紙張，保護正在消失的原始森林。為配合北京舉辦奧運，特設「奧運書籍展區」，展出50本與奧運會及體育運動有關之書籍。大會撥出4個免費攤位予香港出版總會與「苗圃行動」作「一書燃希望─四川賑災重建學校贈書籌款計劃」。

#### 2009年
2009年的書展在7月22日至7月28日舉行，大會主題設定為「多元與創意‧書展二十年」。會展中庭擴建工程完工，書展規模將增大三分之一，入場人士將可以在較寬敞和舒適的環境下選購書籍。新增「英語世界」及「多媒體區」展區，集中推廣最新的英文書籍、電子書籍、網上出版及各類教育軟件。首設「文藝廊」，為讀者獻上多位文藝名家的珍貴藏品，包括著名作家張愛玲和武俠小說宗師梁羽生的照片、手稿、簽名書本、劇本及其他遺物；國學大師饒宗頤的字畫、雕刻、茶具、古玉和竹簡等。為推動原創文化發展，書展首設「創意空間」，展示漫畫家幾米、劉雲傑、李志清和許誠毅的手稿，以及香港著名設計品牌G.O.D.住好啲創辦人楊志超的創意設計。「超級書迷證」首次公開發售。書展邀請香港作家馬家輝、梁文道擔任“香港書展大使”。

### 2010年代

#### 2010年
大會主題設定為「綠色書展」。預計今次訪客升至100萬人次新高。鑑於去年書展被少女模特兒暄賓奪主，並引起不少書展參觀者抗議，大會決定拒絕有關人士於今屆書展舉辦簽名會的申請。
這一屆「兒童天地」搬往展覽廳3B-E（新翼3樓），為家長及小朋友提供更廣闊的活動空間，面積亦比去年增加了約30%。大會因應業界需求，今年新增「電子書及數字出版」專區，匯聚約20家參展商，展示最新的電子書籍和數字閱讀產品。區內還設有「數字互動閱讀區」，讓讀者可於現場操作電子閱讀器，瀏覽電子書籍的資料，體驗電子閱讀帶來的方便和樂趣。「英語世界」展區，面積比上屆增加五成。2010香港書展年度作家劉以鬯作品在「文藝廊」展區展出，還有黃國兆改編自小說《酒徒》至電影作品時的心路歷程及劇照結集,亦有相關題材之座談會。
主辦機構貿發局加強與內地和台灣旅行社的合作，將書展加入訪港行程中，鼓勵旅客前來採購書刊並參與文化活動。珠三角出發的旅行團團費，部分更低至人民幣68元。除了與旅行社合作以外，大會於書展特設訪港人士售票處及特別通道，訪港旅客只需出示有效證件，便可以10元票價參觀書展。香港旅遊發展局旗下之旅客諮詢中心亦派發書展資料及優惠券，吸引訪港旅客前來參觀。
書展由2010年7月21日至7月27日連續七天舉行，入場人次達92萬，訪港旅客達13,000多人，比去年上升兩成。雖然人次有所上升，可惜因連日天氣欠佳及閱讀電子版圖書漸被讀者接受，實體書刊的銷量反而較去年有所下跌。

#### 2011年
- 今屆書展由2011年7月20日至7月26日連續七天舉行。開放時間為上午10時至晚上10時，其中7月22及23日（星期五至六）結束時間延至午夜12時，書展最後一日則於下午5時結束。今年書展入場人次較達九十五萬，其中訪港旅客超過一萬五千名，較去年升一成五。人均消費港幣$522元，為參展商帶來約五億元營業額，按年增近一成半；參觀者購買兒童讀物增六個百分點，兒童英文書銷量增四成；但有書商指，今年實施最低工資，加上書展攤位租金上漲，實際銷售收益只與上屆相若。[6]

- 逾520家參展商入場參展，並接近300個文學講座在會場舉行。本屆增設“香港作家巡禮”專區，為讀者展示香港作家如林沛理、廖偉棠、杜國威、崑南、鍾曉陽、關夢南、李維怡及淮遠的寫作風格。

- 今年主辦當局與「江蘇省新聞出版局」合作，在「文藝廊」專區設立“中華文學漫步-江蘇行”展區。展出吳承恩、劉鶚、錢鐘書、朱自清等江蘇籍名家的經典作品及手稿，同時專區亦有雕版印刷技術示範和甲骨文書法作品展區，以及2011香港書展年度作家西西展區，區內展出她親手縫製的猿猴布偶、手縫熊、手稿及獎座。[7]

- 「電子書及電子學習資源區」較上年增加了七成面積，專區內亦首次設立「未來書店體驗區」，讓入場人士體驗如何下載不同書籍的內容成為個人化之電子書。[8]

- 適逢辛亥革命100周年，中國近代史、探討中國國情的書籍成為各大書商今屆書展熱門賣點。部份書籍如司徒華自傳《大江東去》、林青霞處女作品《窗裏窗外》及林祖舜著作《是咁的，我是高登CEO》熱賣。[9] 由於部份熱賣書籍成本高昂或難求，會場曾發生專業書賊偷走逾千本書籍轉售圖利的事件。[10]

- 今屆主辦當局共收到153個簽名會申請，其中3個有關少女模特兒的申請因宣傳手法與書展的健康形象有違背而不獲批准，2個少女模特兒的簽名會則獲得通過。[11]

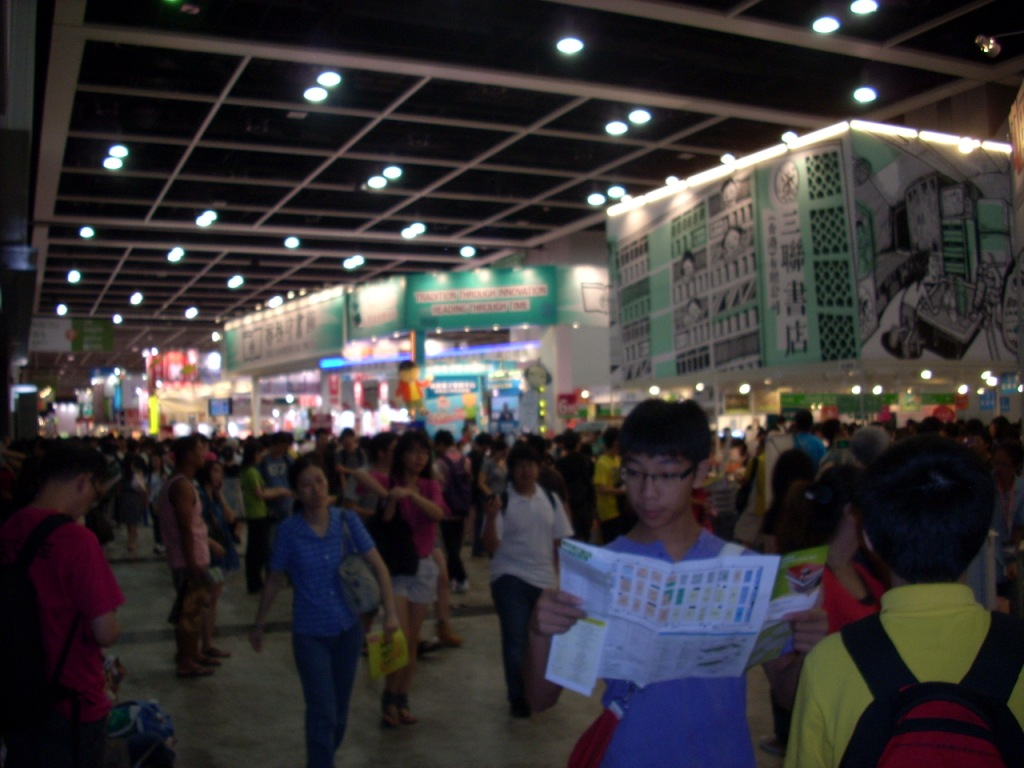
展覽一角(1E區)
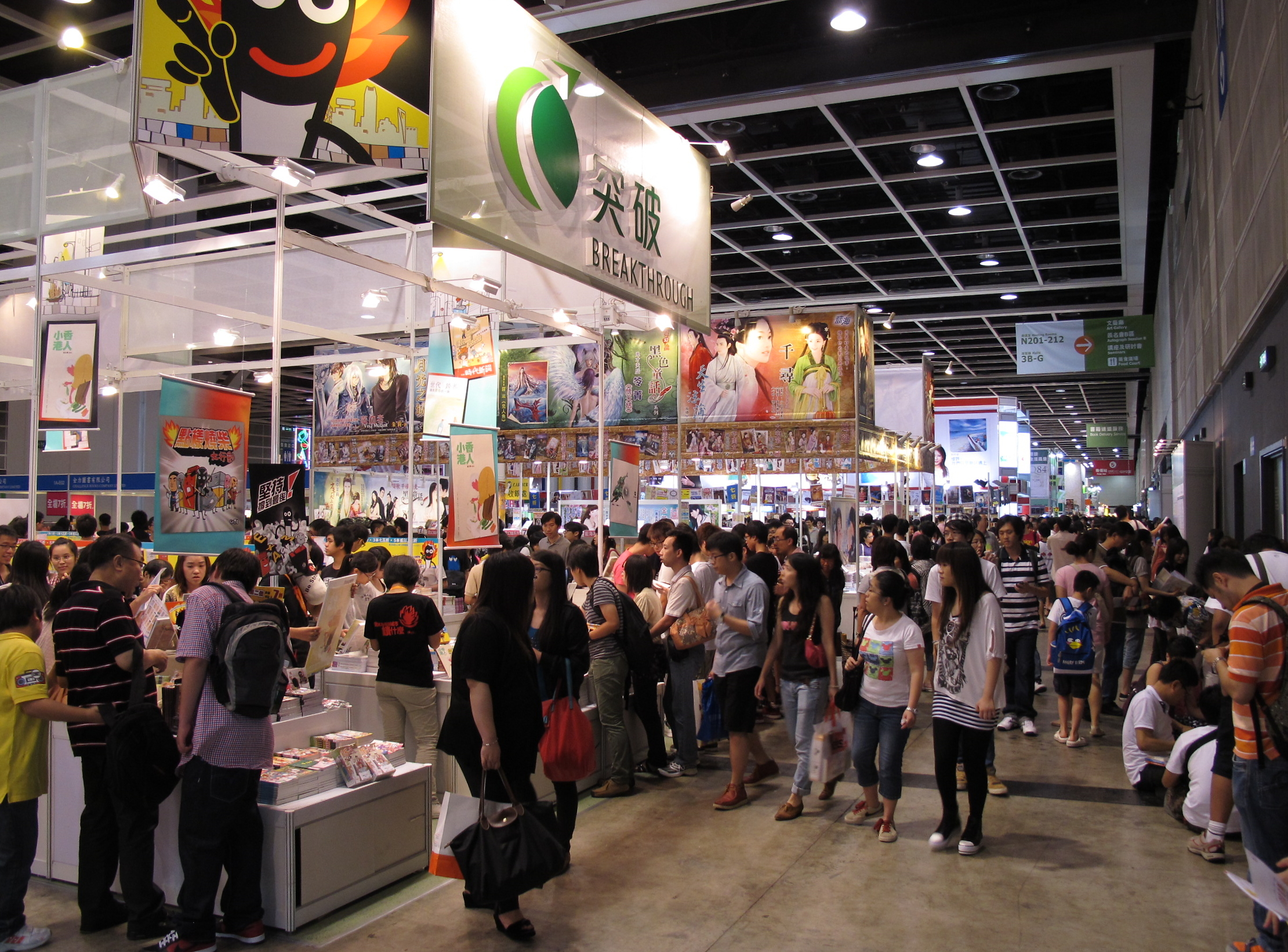
展覽一角(1A區)
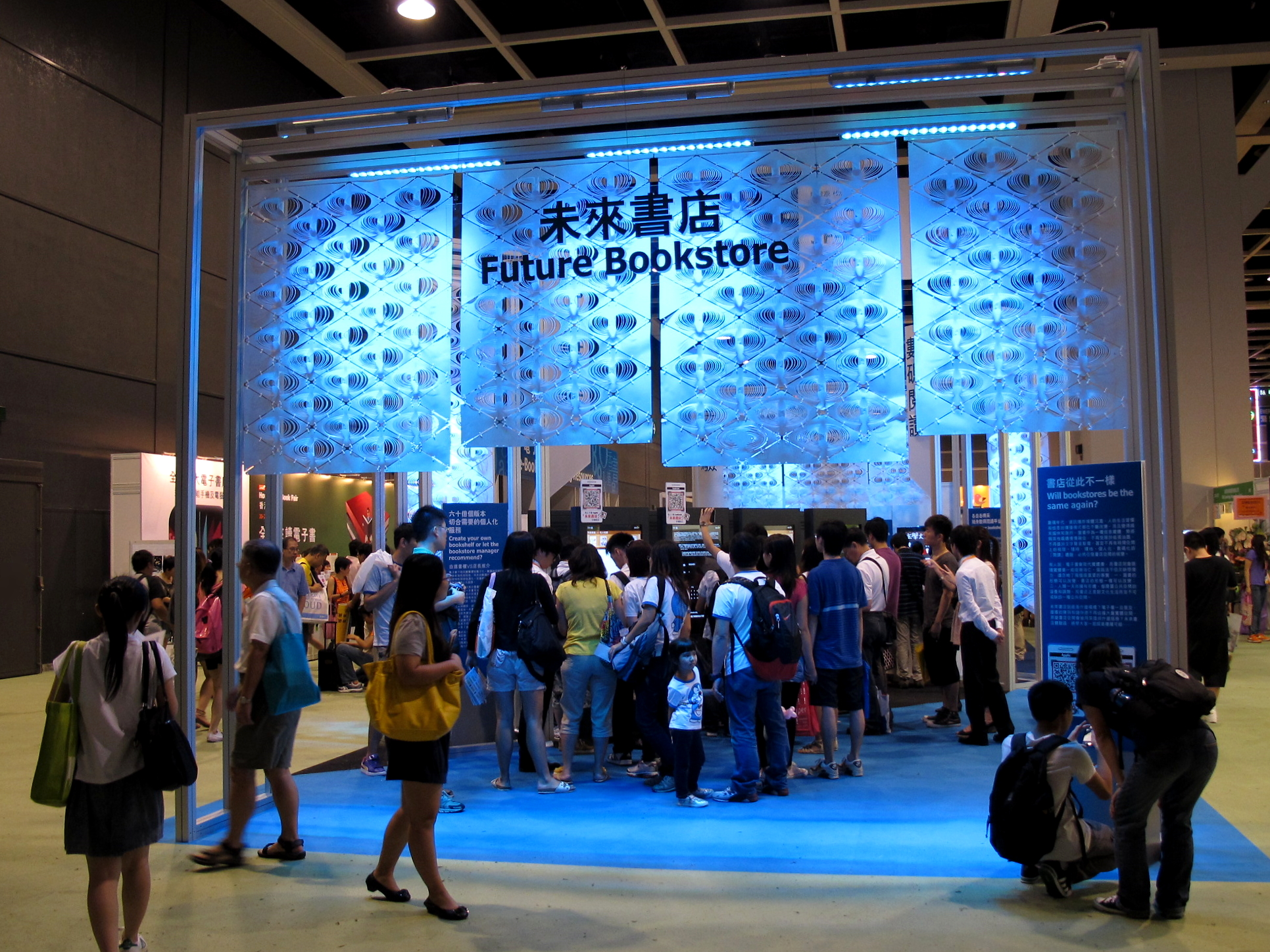
未來書店展區
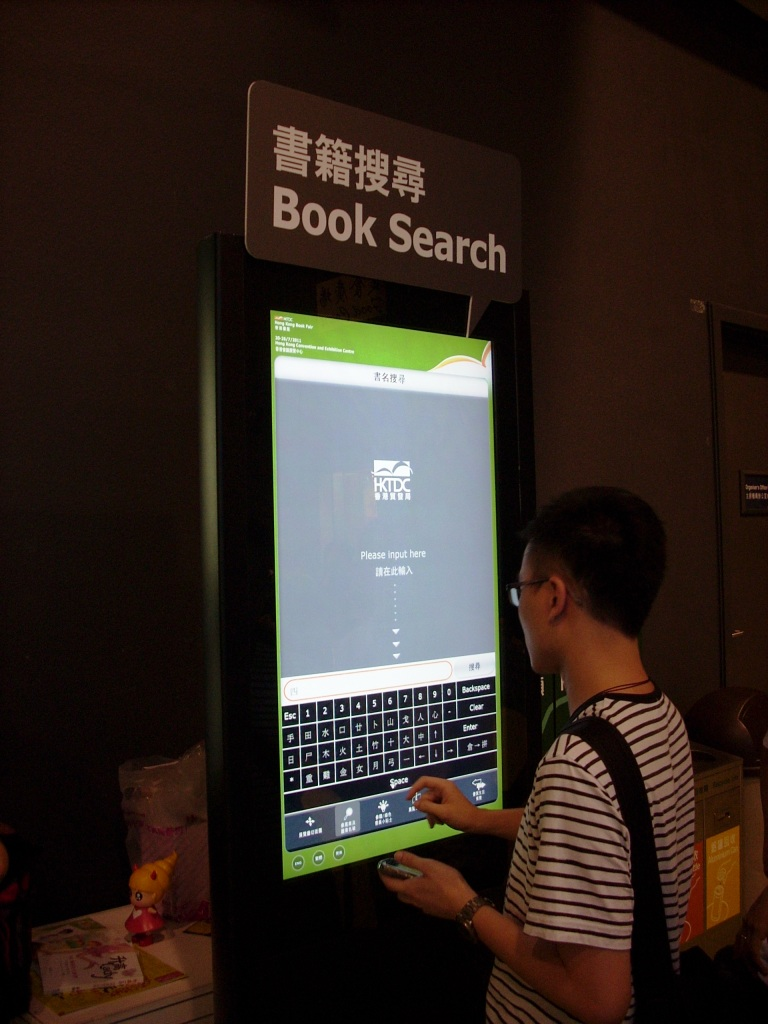
場地書籍搜尋器
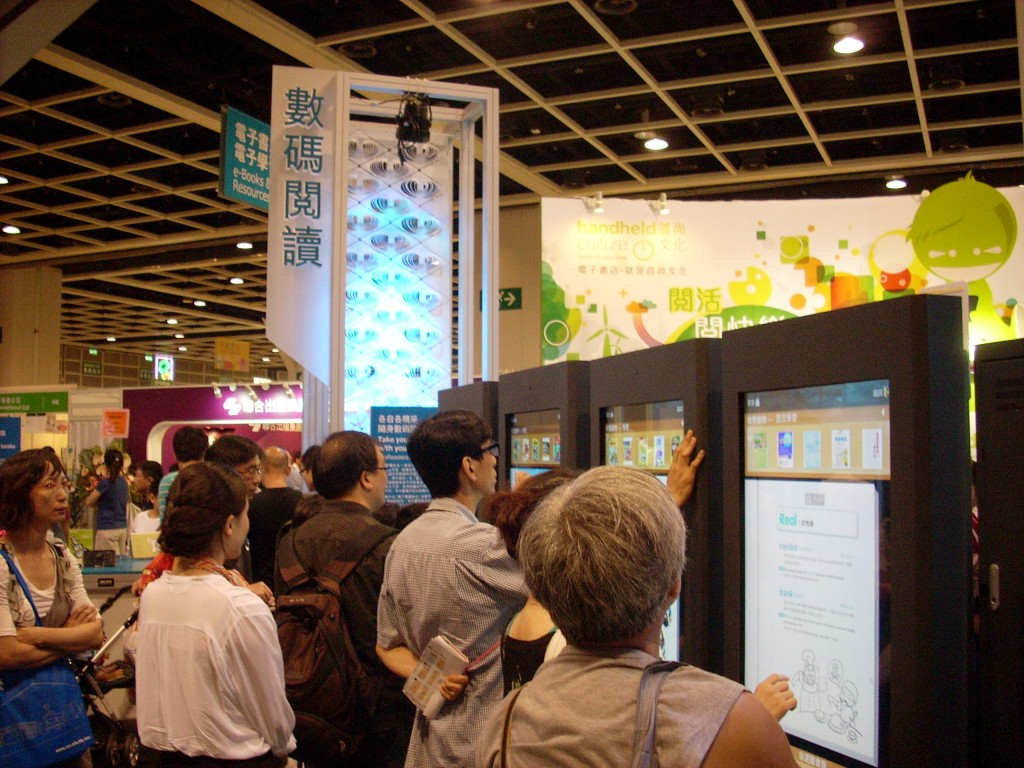
數碼閱讀展區
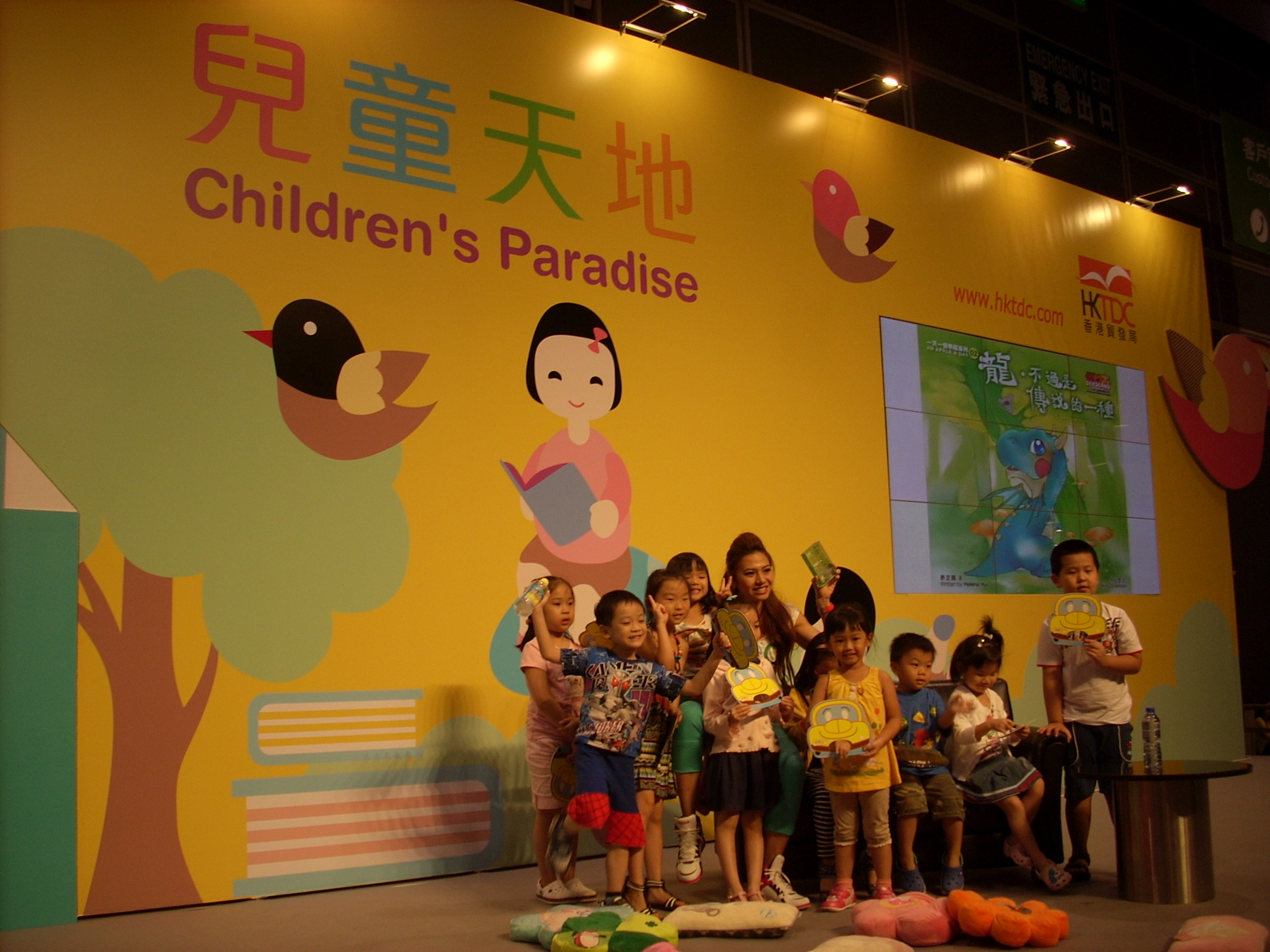
兒童天地
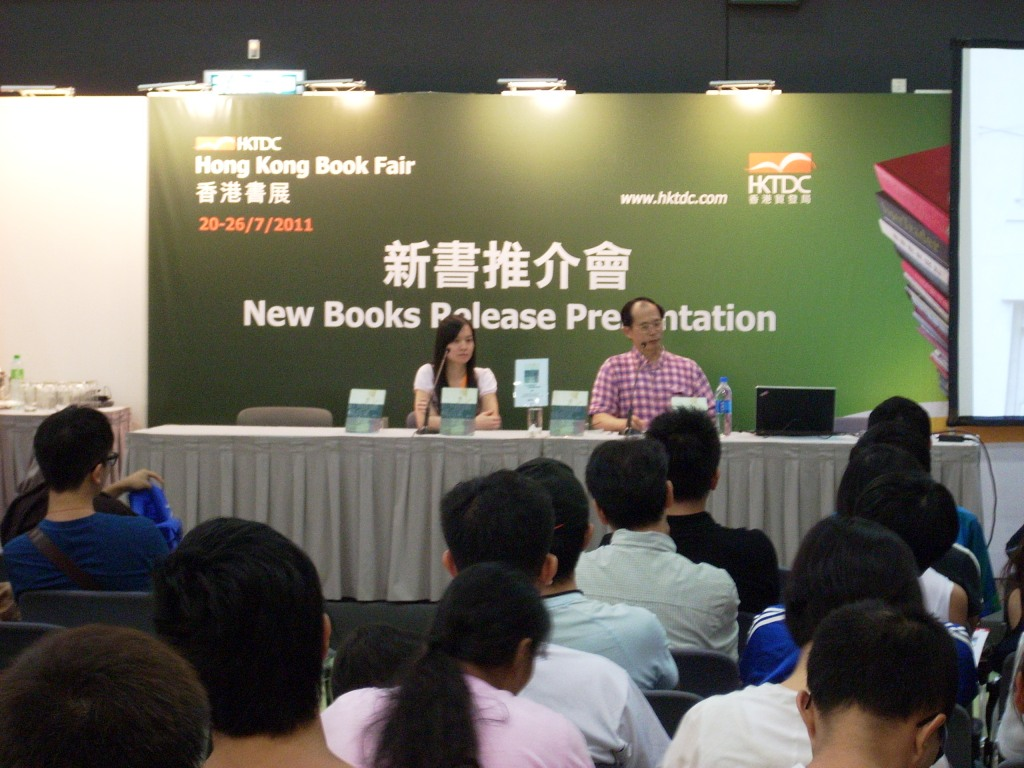
新書推介會
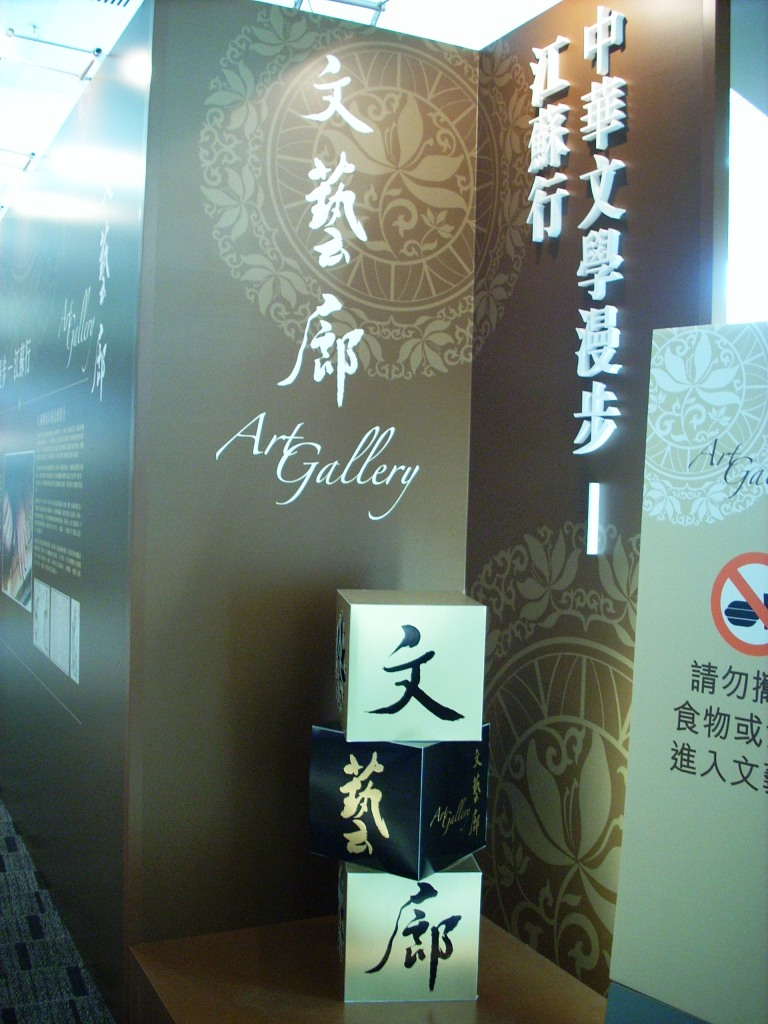
文藝廊江蘇行展區
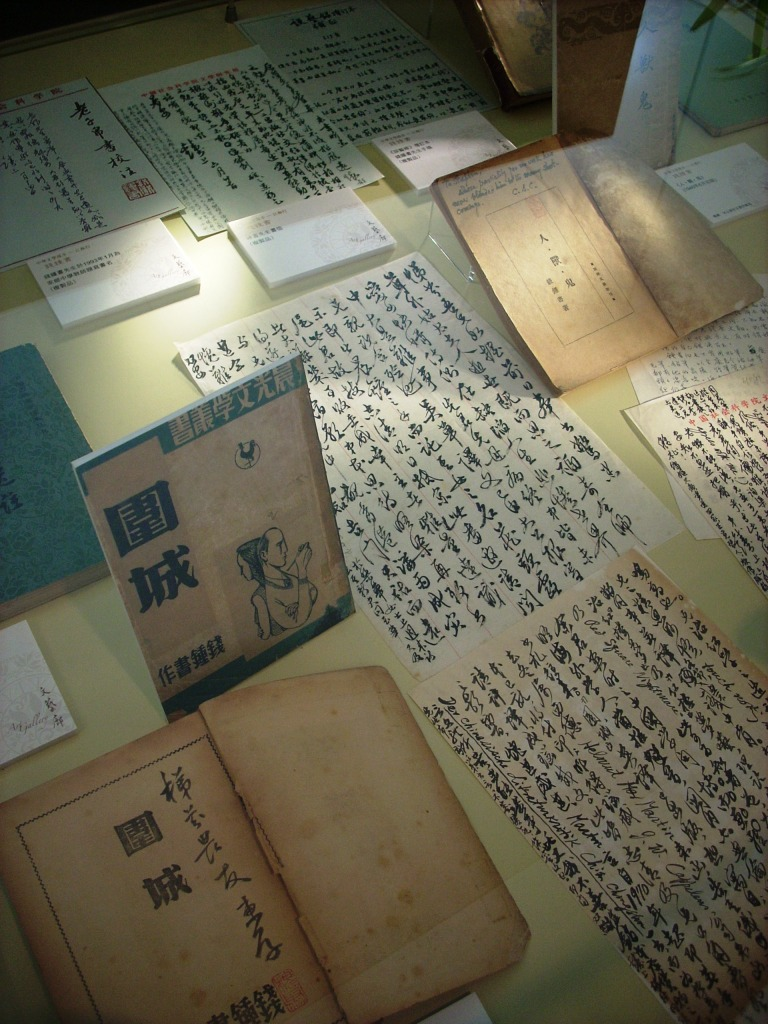
錢鍾書真跡信件及著作
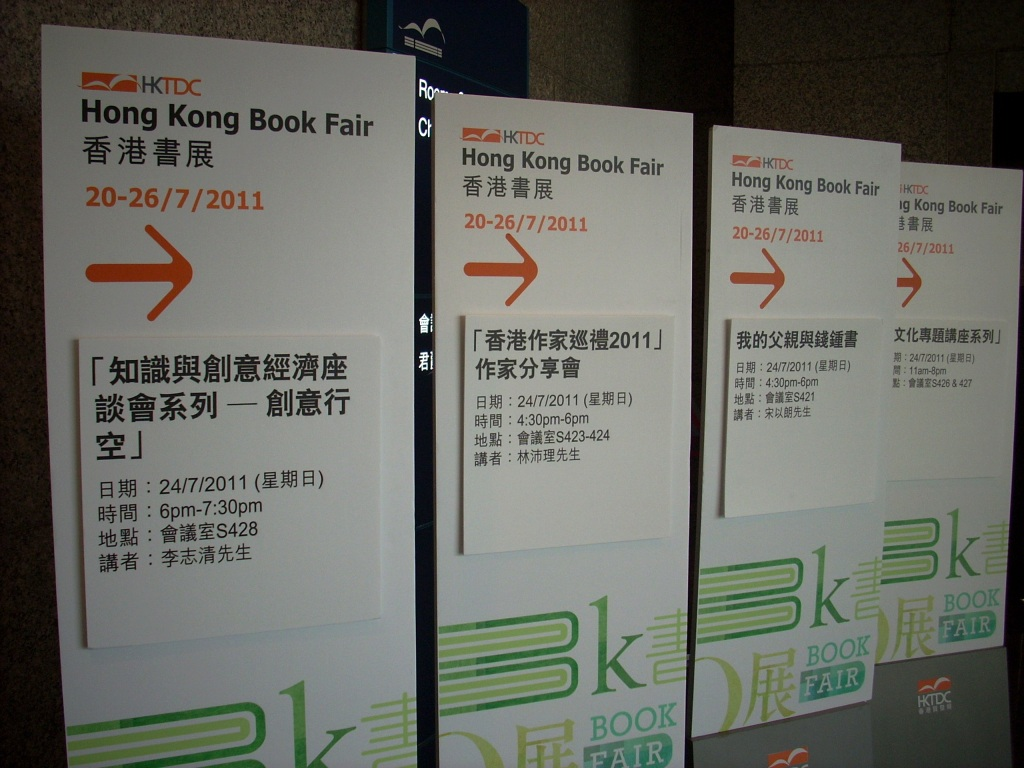
文學講座

#### 2012年
- 今屆書展由2012年7月18日至7月24日連續七天舉行。今年主題設定為「從香港閱讀世界──讀通世情‧書出智慧」，展出來自世界各地超過530家參展商的書刊，並舉辦近350場系列講座及文化活動，廣邀兩岸三地及海外的作家與讀者交流。本屆書展更將走出會展，舉行「「文化七月--悅讀夏季」」活動，於整個7月聯同各書店、商場、咖啡店、學校、香港文化博物館及文化機構等舉辦多達50場活動，作者文人與讀者作近距離的交流。[12]

- 至於展區方面，今年「文藝廊」將設立三大專區。主辦當局選定也斯為香港書展2012「年度作家」，特設「人文對話」展區，搜羅也斯的詩、攝影作品、書評、劇評、畫評和生活隨想等，展現他對香港本土文化的細味。展區同時展示他與多名攝影家、藝術家及設計師的跨媒體創作，以攝影、插畫、現代舞、時裝設計、裝置藝術等各類型的視覺藝術，呈現人文對話對共同創作的無限可能。上屆漫步過江蘇之美後，今屆「文藝廊」聚焦嶺南文化，特設“中華文學漫步-廣東行”展區，展示嶺南畫派國畫、石灣陶瓷、粵語戲曲藏品、潮州木雕等。陶瓷大師鍾汝榮以及工藝美術大師冼艷芬在展區作陶藝示範表演。另外，更有「戎馬歲月·光影留情」專區，首度在港展白崇禧將軍的珍貴照片，讓參觀人士重溫民國時期的歷史光影。

- 電子書學習資源專區的未來閱讀體驗區，增設多部大型屏幕，引入面容辨識人工智能科技，透過識別軟體分析讀者的性別、年齡、閱讀喜好等，為他們度身訂造閱讀清單來推介書籍；參觀者亦可利用智能手機啟動特定應用程式，免費閱讀特選書籍。

- 書展主題講座劃分7大系列，包括名作家、智慧人生、英語閱讀與創作、世界視窗、閱讀與生活、電影與文學和兒童及青年閱讀講座系列。「小說奇才」白先勇、武俠小說大師溫瑞安將臨書展開講，另有包括慕容雪村、毛尖、黃春明、張曼娟、馬家輝、馮唐等多位來自兩岸三地及海外的作家與讀者近距離交流，亦有暢銷電影《作死不離3兄弟》原著作者奇坦·巴哈特（英语：Chetan Bhagat）到場與讀者分享創作心得。[13]

- 2012年為選舉年，多個國家及地區進行重要的選舉，以政治為主題的書籍大受歡迎[14]，香港特別行政區政府正在籌備引入德育及國民教育科成為小學及中學的新必修科，社會當時有廣泛的關注，有關教育、各地教育制度及兒童閱讀書籍亦吸引入場人士熱門搜羅。[15][16]另外，多本香港網絡小說於今屆書展亦受青睞。[17]

- 2012年7月23日，颱風韋森特襲港，香港天文台在下午3時45分發出預警八號熱帶氣旋警告信號之特別報告，書展即時停止售票並提早於下午5時45分關閉，遭參展商不滿。八號烈風或暴風信號在7月24日上午10時10分被三號強風信號取代，書展於當日中午12時10分重開，至下午5時圓滿結束。受風暴影響，本年入場人數約90萬，比2011年的95萬和2010年的92萬遜色。[18]

#### 2013年
- 2013年書展於2013年7月17日至7月23日舉行。今年書展破紀錄有25個國家及地區、多達560家參展商參與，書展期間舉辦三百多個文化活動，包括講座、論壇、新書發布會等，場外更有120項活動在全港15個地區舉行。門票則于2013年6月26日開始在網上預售。

- 文化活動中講座分為七大主題系列，包括：“名作家”、“英語閱讀與創作”、“世界視窗”、“兒童及青年閱讀”、“電影與文學”以及新增的“旅遊文化”、“本地文化歷史”，提供空間讓作家闡述觀點，與讀者深入溝通和交流。

- 國際文化村展區首次展出希臘、葡萄牙、南非、土耳其和美國書籍，其中土耳其參展商更會表演當地特色水畫和書法。

- 場內繼續設有「電子書專區」和「版權交易專區」，前者有逾二十家參展商，大會更與電訊商3香港合作，免費提供一百六十本電子書給讀者試閱；後者則有逾六千本書籍的可買賣版權。另外，市民下載專用手機程式，可獲得免費書展門券和逾六十項購書優惠。

- 2013年香港書展年度作家為陳冠中先生，文藝廊將會設置專區，展示有關他的錄像、書籍，包括早年由他創辦的香港《號外》雜誌，向這位名作家致敬。而文藝廊另一展區「人間淨土─走進敦煌莫高窟」設有360度3D投射敦煌石窟，讓參觀者猶如近距離欣賞壁畫與佛龕影像的真跡。「衛斯理五十周年展」專區及莫言專區展出珍貴手稿及相關創作，同時亦有一連串相關專區講座、對談會及表演，讓讀者從多角度體驗文化及藝術。

- 王安憶、張大春、安意如、林幸謙、潘國靈、王健壯、舒國治、林俊颕、李維菁，李黎、王家衛、李我、吳稼祥、席慕蓉、李歐梵、June Chang、埃丽卡·容、William Shawcross等多位國際及本地名家作家在書展中出現，與讀者大談閱讀經驗及分享心得。

- 為期一週的書展共吸引超過98萬人次進場，為歷年最多。籌辦超過400項文化活動，共吸引近25萬名中外讀者參加，較上屆升逾一半此外。香港貿發局委託獨立調查公司尼爾森於7月17日至20日期間，在書展現場抽樣訪問了820位參觀者。調查顯示，書展人均購書額為790港元。根據調查，最受書迷歡迎的書種與去年一樣，依次為小說（57%）、文學（27%）、旅遊（25%）、漫畫（24%）及兒童讀物（20%）。自我增值（18%）及語文學習（18%）類書也頗受歡迎。[19][20]

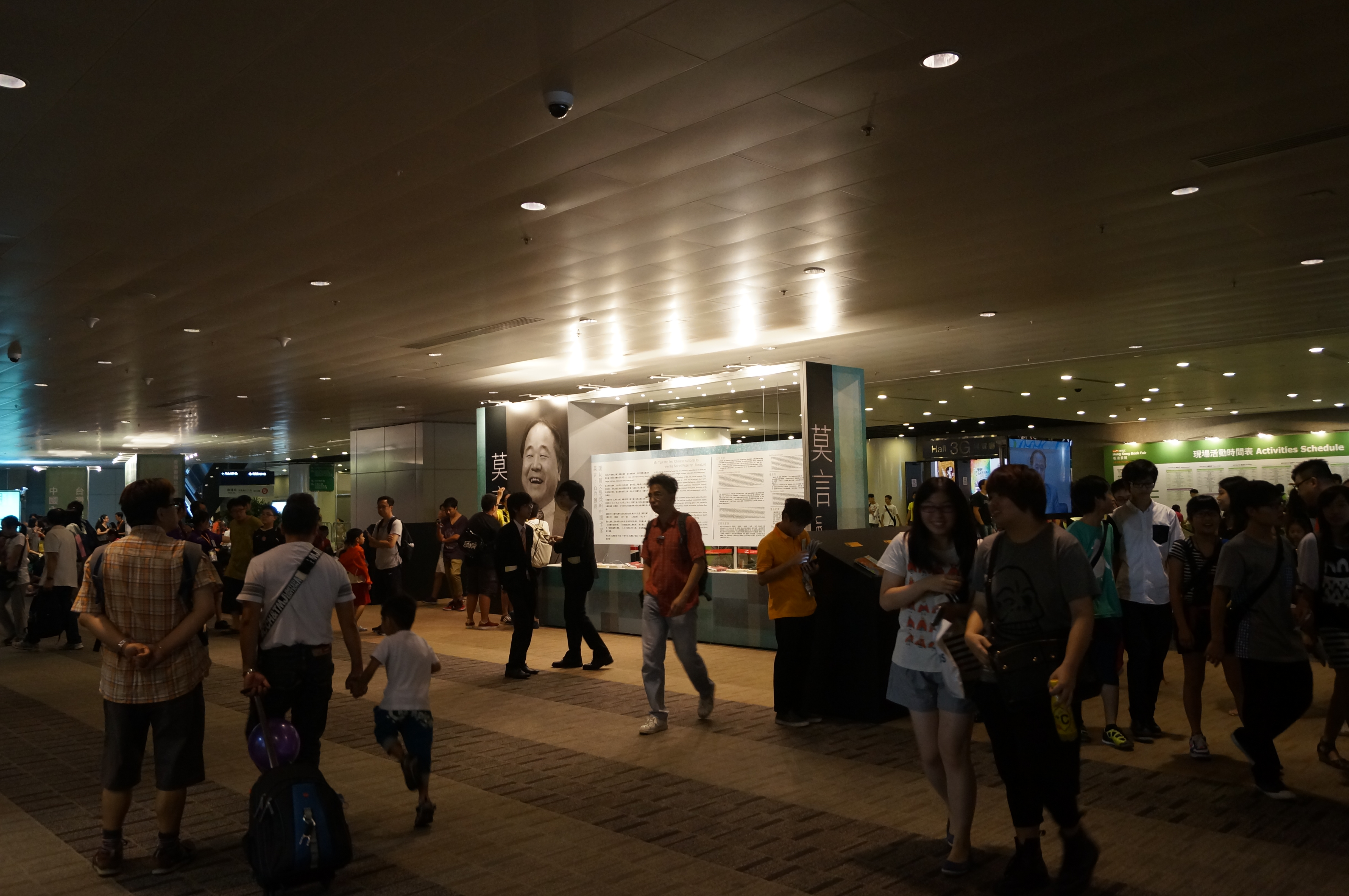
莫言专题展区
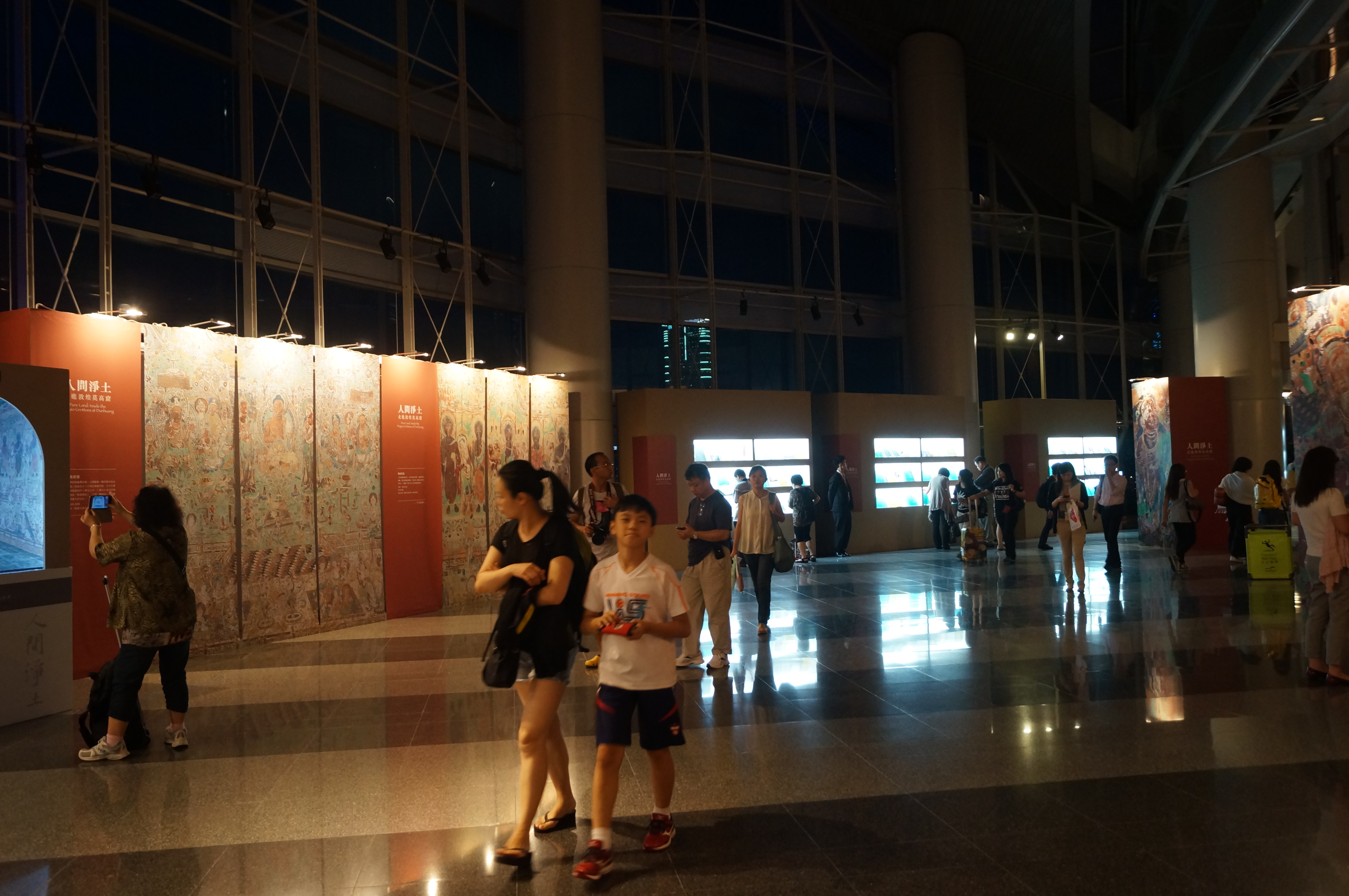
敦煌莫高窟专题展区
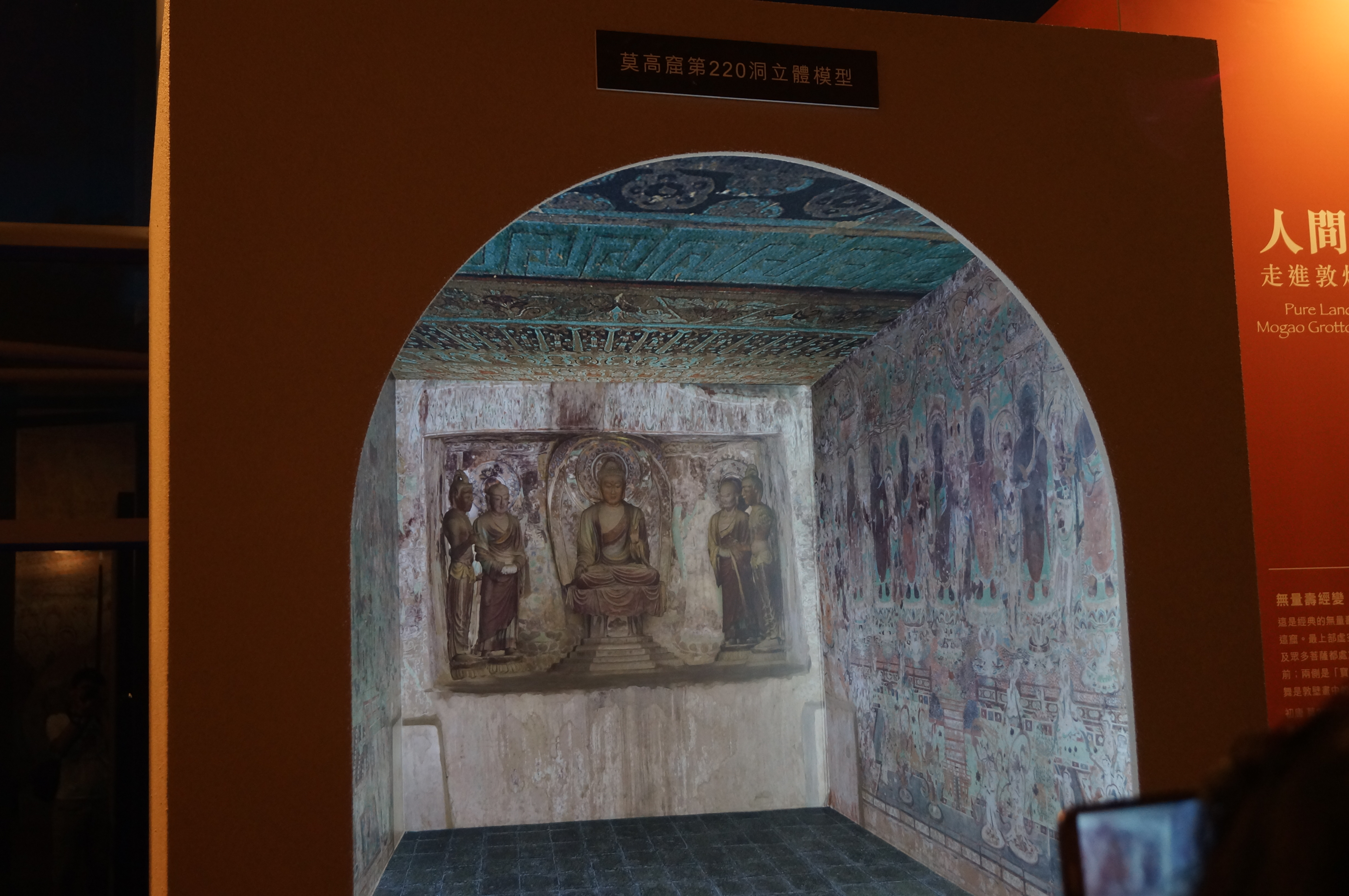
展出的敦煌莫高窟第220洞立体模型
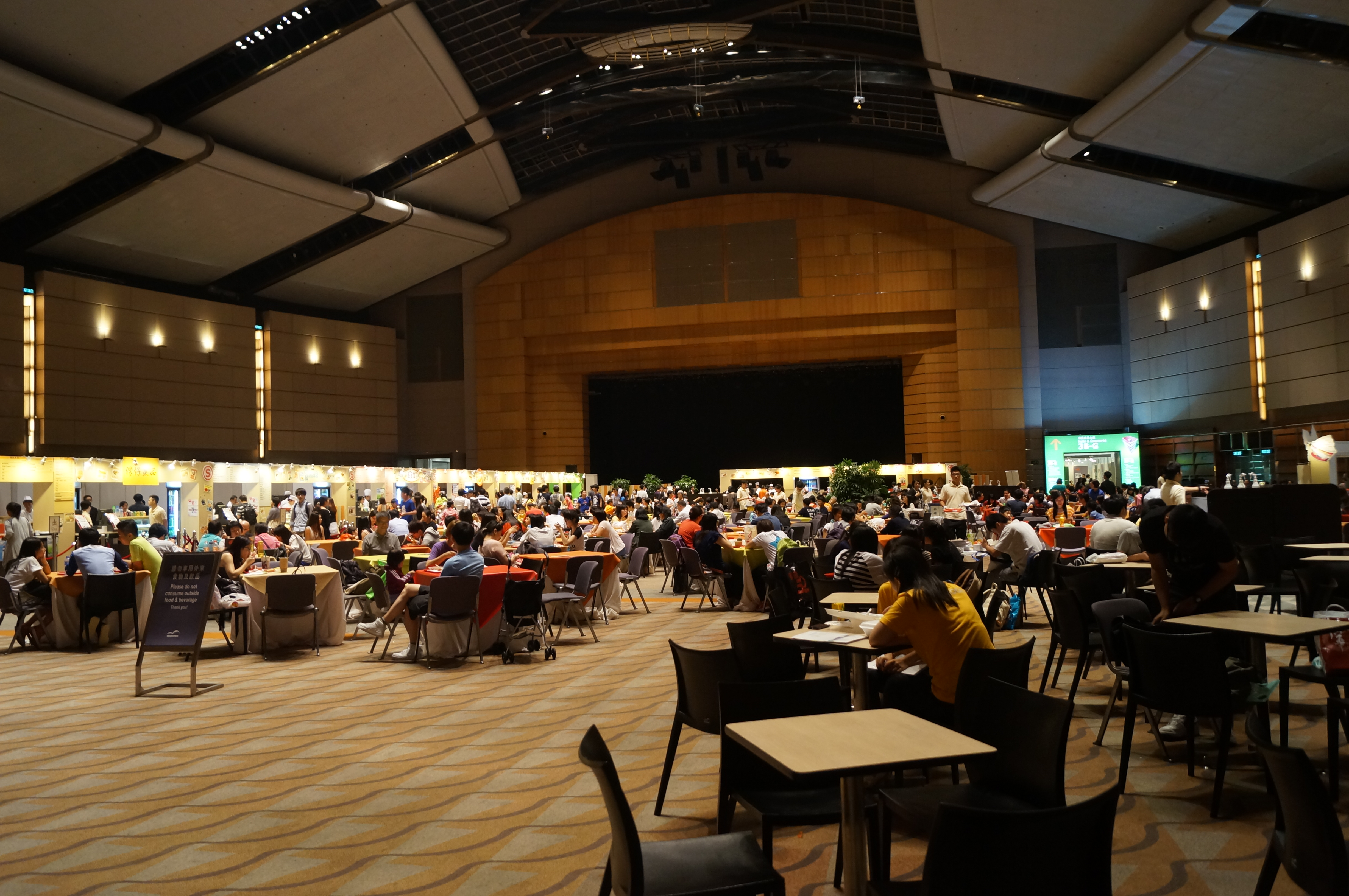
书意食坊

#### 2014年
- 2014年書展於2014年7月16日至7月22日舉行，是自創辦起第25屆。今年書展以「從香港閱讀世界—越讀越精彩 」為主題。來自30個國家及地區，大約570家參展商參展。
- 「文藝廊」內的今年年度作家為董啟章，專區以董啟章其中一部作品「在世界中寫作，為世界而寫 」為題。展區將透過展示董啟章的文字、作品中曾經出現的插畫以及相關的劇場道具，董啟章於書展主持三場分享會。
- 「文藝廊」另有三大展區，包括「中華文化漫步-福建行」、「港島文學漫步」及「書香人情 香港書業世纪回眸」展覽。

#### 2015年

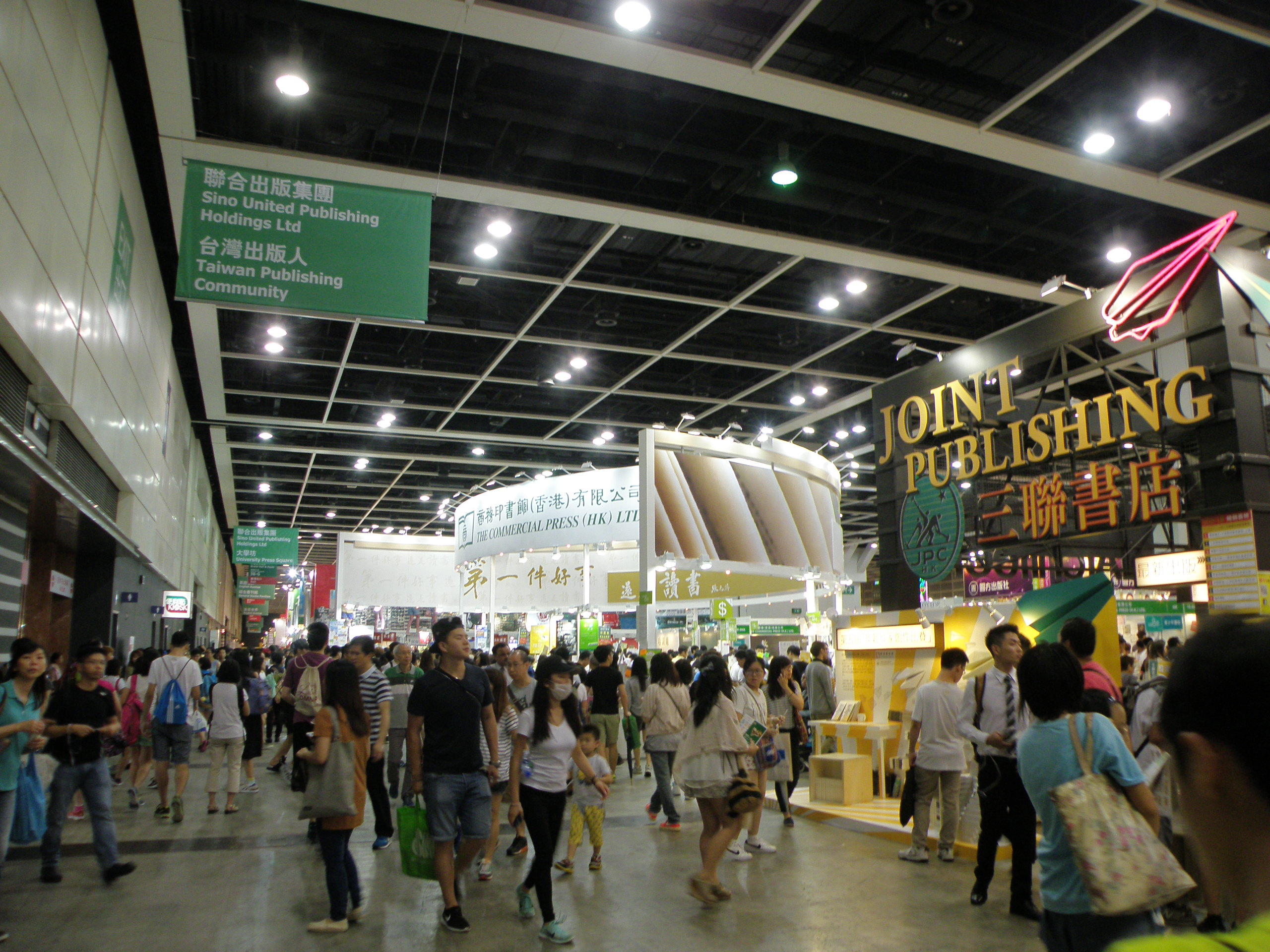
香港書展2015

- 2015年書展於2015年7月15日至7月21日舉行，今年書展以「從香港閱讀世界 ｰ 一讀鍾情」為主題。7月15、16、19及20日將開放至晚上10時， 7月17（周五）及7月18日（周六）延長開放時間至晚上至午夜12時。主辦單位繼續推出「免費進場特別優惠」，凡以正價（成人$25、小童$10）購買7月15或16日香港書展門票人士，憑完整票尾可於7月17、18或19日（星期五、六、日）晚上7時後免費進場一次。優惠不適用於其他門票（包括上午進場票、優惠進場票、貴賓進場票及贈券）。
- 2015年書展推出香港書展紀念印加幸運大抽獎，只要集齊五款香港書展紀念印，並出示門券，即可換取抽奬券參加幸運大抽獎，贏取iPad Air及香港書展紀念封等獎品。 [21]
- 今年「年度作家」為李歐梵教授，並於「文藝廊」特設李歐梵專區，以「只緣身在此山中」為題。李歐梵將會出席了書展三場的分享會。
- 「名作家講座系列」邀請了中台作家如龍應台、陳若曦、侯孝賢、九夜茴等，與讀者進行交流。「英語世界」展區則邀請多位英語作家來港，如鄧永鏘爵士，於書展期間主持一場公開論壇與讀者一起暢論文學。
- 文藝廊呈獻「詞情達意　香港粵語流行歌詞半世紀」展覽，展出包括手稿、歌詞集和唱片 等珍貴展品，細看這種「唱出來的文學」的蛻變。
- 大會連續第4年走出會展，籌辦「文化七月，悅讀夏季 」，聯同多家各大書店、商場、咖啡室、教育及文化機構等，由六月底至七月底，於全港十八區舉辦逾250場文化活動，包括講座、展覽、工作坊、分享會及文化導賞團等。

#### 2016年

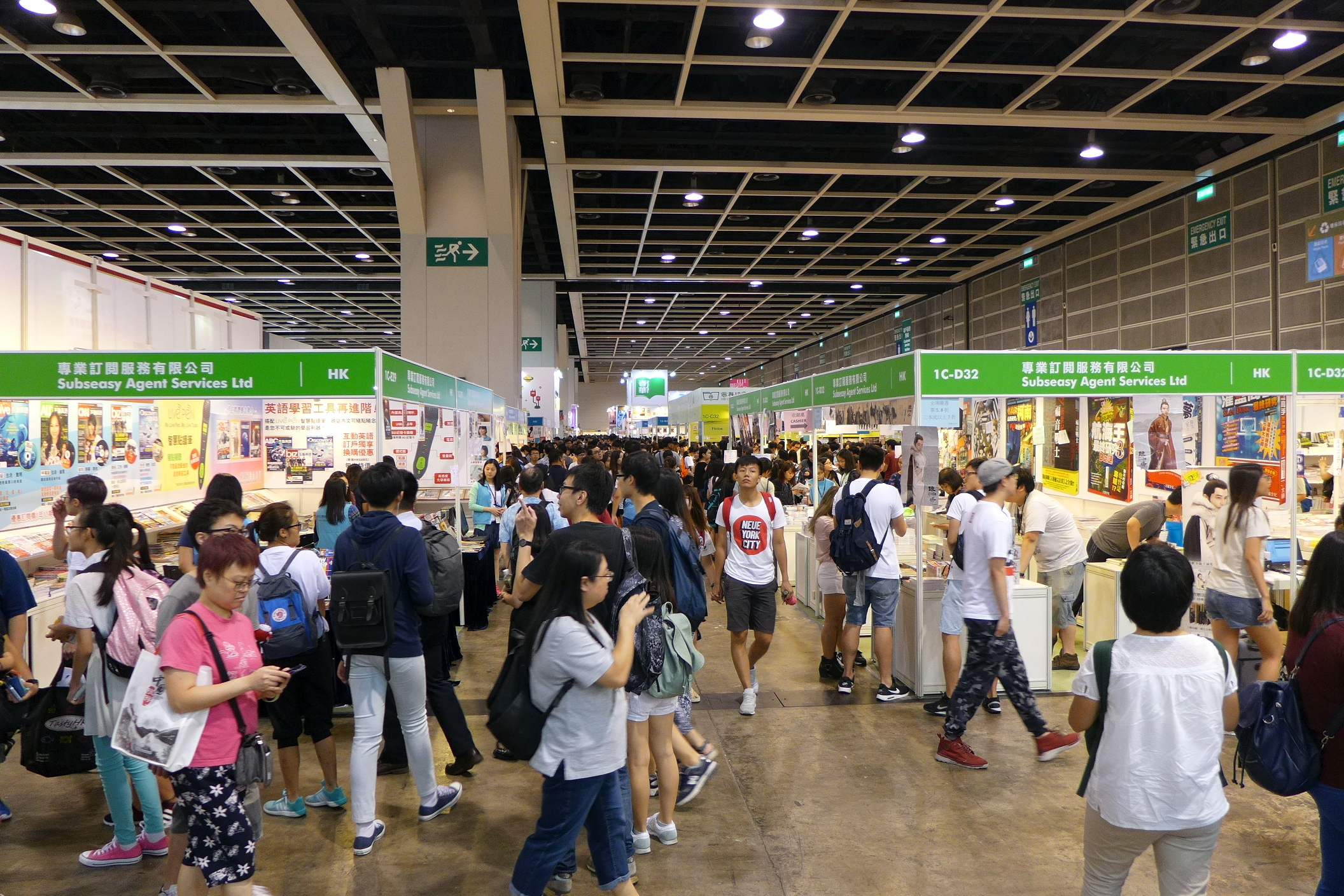
香港書展2016

- 2016年書展於2016年7月20日至7月26日舉行，參展商來自30個國家及地區，數目超過600家。書展更首次以「武俠文學」為主題，設立主題展區「筆生武藝–香港的武俠文學」及「文壇俠聖 – 金庸與查良鏞」展覽。[22]

#### 2017年
- 2017年書展於7月19至25日舉行，主題是「從香港閱讀世界 人文 ･ 山水 ･ 情懷」，有超過37個國家及地區，670家參展商參與。参展商之數目是歴年來之冠。[23]中、小學補充練習成為熱賣書籍，有家長打算花費1,500元，為升讀小六的長子購買20本補充練習。[24]

- 今年首次在同場舉辦運動消閒博覽。
- 7月23日受熱帶風暴洛克影響，香港天文台在上午9時20分至下午1時20分發出八號烈風或暴風信號，當天開放時間改至下午3時20分。

#### 2018年
2018年書展於7月18至24日舉辦，主題是「愛情文學」。以「愛情」作為賣點，書展推介的十位「愛情文學」作家名單，天航、Middle都在名單中，但張小嫻未有入選，惹來網民感到失望。貿發局回應指「不評論挑選個案」。

#### 2019年
2019年書展於7月17日至23日在香港灣仔的香港會議展覽中心舉行。 書展今年踏入第三十屆並以「科幻及推理文學」為年度主題。七天的展期吸引近100萬人次入場參觀。 場內舉行了逾310場文化活動，包括多場「年度主題：科幻及推理文學」講座、名作家講座、名人講故事以及國際出版論壇等。七天的展期場有近100萬人次入場。
部分參展商指出，由於反對逃犯條例修訂草案運動導致政局動盪，加上受7月21日的元朗襲擊事件陰霾影響，生意較以往差。
因Metro Books結束香港業務及Page One結業，本年書展原一樓英文書攤由大眾書局承租。

### 2020年代

#### 2020年
2020年6月8日，商務及經濟發展局局長邱騰華公佈，2020年書展如期於7月15日至21日舉行，參展商亦會獲得防疫抗疫基金資助。由於2019冠狀病毒病香港疫情限制外地旅客抵港後需隔離14天，加上以往其中一個主要參展商大眾書局結束香港書籍零售業務，參展書商可能會比去年為少。
因應《港版國安法》生效，貿發局已提醒參展書商，有參展商憂慮面臨政治審查。
由2020年7月6日開始，隨著疫情變得嚴峻，近200間參展商聯署要求有關當局延期舉行，以免為參展商、員工及顧客帶來健康風險，其中九巴更在7月12日宣佈退出書展。貿發局最後在書展舉行前兩天宣布延期書展，估計在9月或12月舉行，惟已有不少參展商正進行攤檔佈置工作，有關決定似乎來得較遲。有出版商改為在網上舉行書展。2020年書展新展期定於12月16至22日，惟有參展商表示，貿易發展局職員曾向其口頭承諾可免收7月書展的攤位搭建費，10月中收到貿發局通知，須支付7月及12月兩場書展的70%攤位搭建費，款項達過百萬元。貿發局亦會向曾參加7月書展的參展商收取七折搭建費。因疫情持續，貿發局於11月23日宣佈書展再延期至2021年7月，變相停辦一屆書展。

#### 2021年

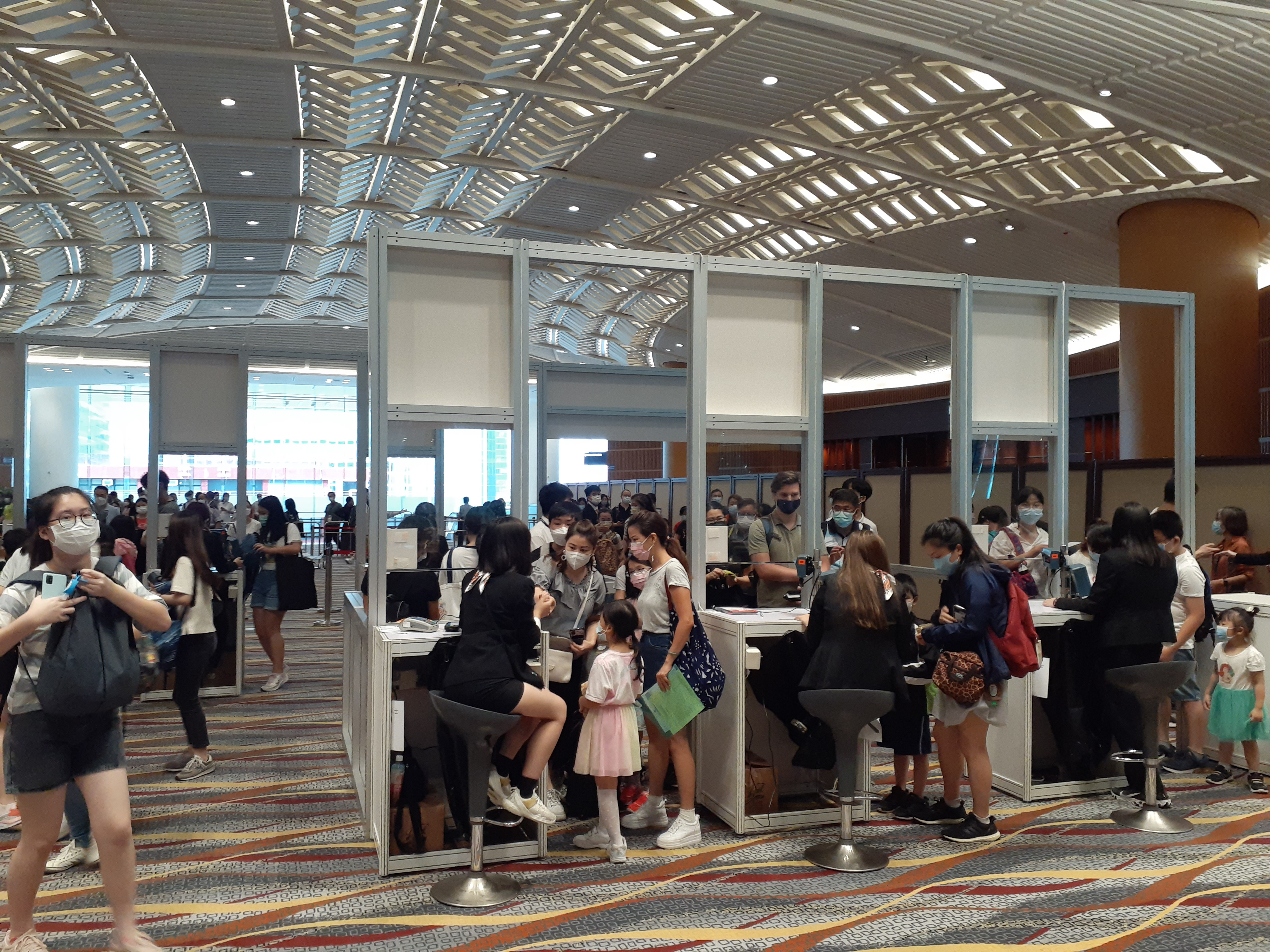
因疫情關係，進入書展的人士需要使用安心出行或記錄個人資料，如接種了疫苗需經特別通道進入

書展定於2021年7月14日至20日舉行，同場亦設有「香港運動消閒博覽」（7月14日至20日）、「零食世界」（7月14日至20日）及「香港教育及職業博覽」（7月15日至18日）。適逢李小龍誕辰80年，書展今年與李小龍會合作，設置李小龍展覽。
疫情關係，書展推出各種防疫措施，包括將食肆區域集中於5E展館、場內其餘地方均不准飲食，在場人士亦需戴上口罩，參展商及其職員亦需已接種疫苗或提供有效陰性證明才可進場。參觀者入場前需使用安心出行或記錄個人資料。而接種了疫苗的人士可獲各項優惠，包括購物折扣、現金優惠券、贈送書籍及禮品等。另外，大會亦會送出35,000個書展免費入場名額予已接種疫苗(一劑或以上均可)的市民。
本年書展是《港區國安法》實施後的第一個書展，貿發局指參展商應知道國安法界線，大會不會預先審查書籍，不認為書展內不再有政治書籍出售。出版界人士向BBC記者表示有「白色恐怖」氣氛，因為多個參展商摸不清《國安法》紅線，只能進行自我審查，形容敏感書籍會在書展內「清零」，並預計疫情下生意額會下跌。而參展商批評貿發局講法模稜兩可，令他們毫無保障，多個參展商形容「現在大家步步為營、觸目驚心」。次文化堂社長彭志銘批評政府的政治評論書在目前的氣氛下相信會清零，只餘下支持政府的政治書，指出這樣的環境讓讀者的閱讀選擇減少，對香港並非好事。

#### 2022年
書展定於2022年7月20至26日舉行，主題為「歷史文化．城市書寫」。
不過貿發局拒絕山道出版社及山道文化公司參加「香港書展2022」的申請，但沒有解釋原因。而該出版社創辦人為在2019年6月12日金鐘衝突中右眼受傷、有「爆眼老師」之稱的楊子俊。聲明指過往曾經參與兩屆書展，也沒有違規紀錄。認為有關事件令作品失去面對香港讀者的機會，加上沒有給予合理原因釋除疑慮下，表示極度遺憾。
其後，有種文化與蜂鳥出版亦遭拒參與「香港書展2022」。到同年7月，貿發局副總裁張淑芬稱不評論個別個案，指舉辦任何活動或展覽，並非所有申請都必須接納。她又指參展商需遵守展覽商守則及香港法例。

#### 2023年
書展定於2023年7月19至25日舉行，主題為「從香港閱讀世界」，成人門票加價至30元。貿發局重申無「禁書清單」，只要書籍符合香港法律均可以展出。有書商繼續在書展銷售被公共圖書館下架的書籍，並表示銷量是最好，不擔心有市民阻止。

#### 2024年

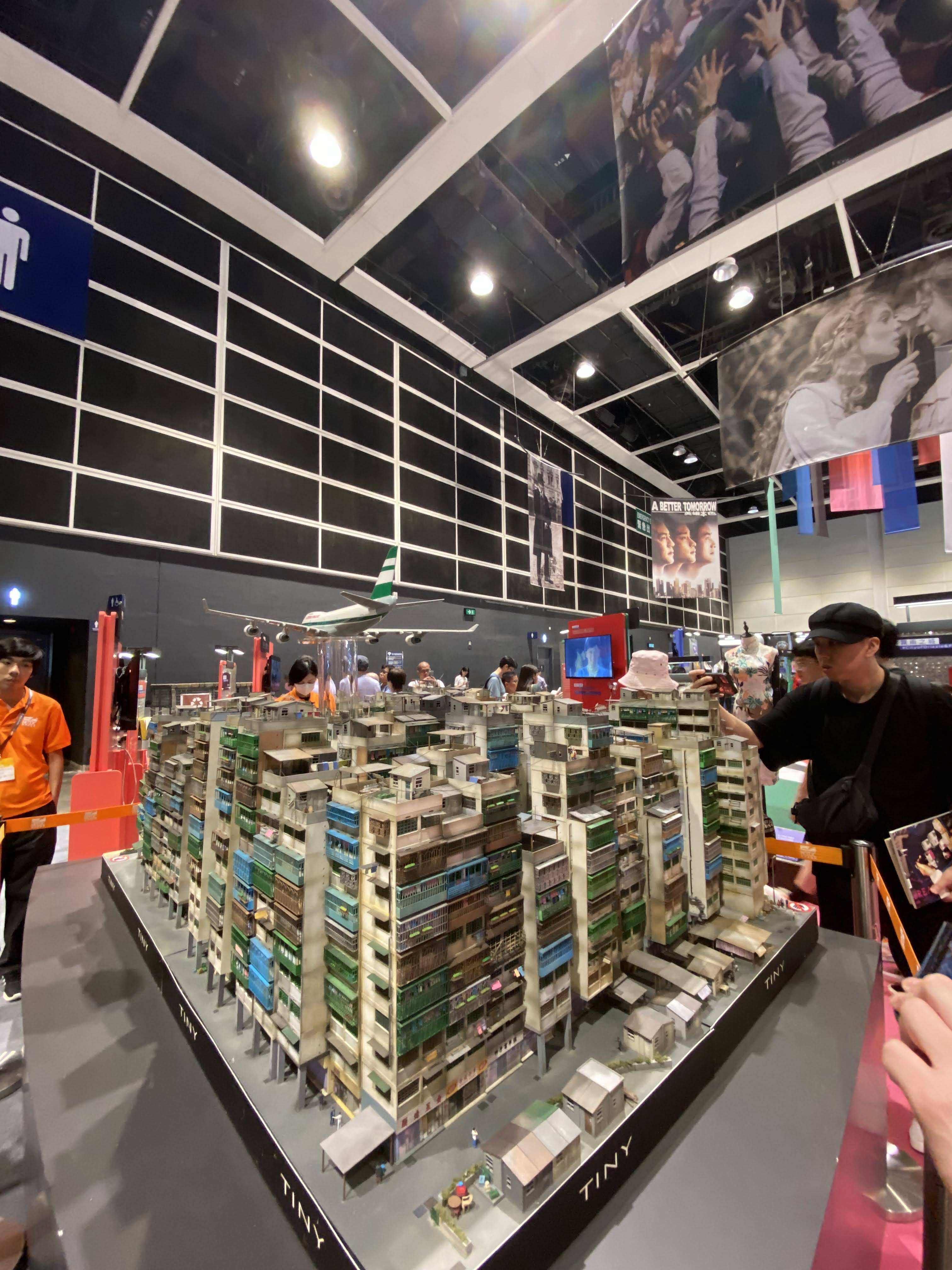
九龍城寨微觀場景模型於場內展出

2024年7月17日，第34届香港书展在香港会展中心开幕。此届书展以“影视文学”为年度主题。 香港貿易發展局副總裁張淑芬提到，參展商要遵守展覽會規則及香港法例，包括《港區國安法》和《維護國家安全條例》。她強調，展銷書籍不可涉及淫褻、不雅及暴力成份，亦不可侵犯知識產權或危害國家安全。
然而今年有至少8本書遭主辦單位要求下架，內容大多與政治無關。當中參展商「界限書店」在攤位貼上多張寫有下架書名的字條，有民眾形容是「禁書之柱」。

#### 2025年
- 2025年7月16日，第35届香港书展在香港会展中心开幕。[50]
- 7月20日受颱風韋帕影響，香港天文台上午12時20分會發出八號烈風或暴風信號，期後更曾發出十號颶風信號，八號或以上信號維持至下午7時40分，書展全日關閉，是2017年以來首次因八號或以上信號令書展關閉。由於7月20日星期日受風暴影響，對入場人數影響最大，令本年入場人數跌至約89萬，比2024年的99萬下跌約10%[51]。

## 批評
有出版業人士認為，香港書展只是一個商業買賣及消費的地方，定位和經營未能發揮文化交流的功能，而且不像台灣書展提供平台讓業界交流。有獨立出版人表示，舉辦講座被大型出版社壟斷，最終講座只能在會議室舉行。在自己攤位舉行講座會被主辦機構警告。
次文化堂社長彭志銘認為，近年書展被大書商壟斷，已淪為散貨場，對閱讀文化不利，批評貿發局無心做好書展。
雖然近幾年在香港書展也出現了不少電子閲讀器的攤位，但香港出版界對於電子閲讀的重視程度並不足夠。

## 歷屆書展資料
| 屆別 | 年份            | 主題                                       | 入場人次 | 備註 |
| ---- | --------------- | ------------------------------------------ | -------- | --- |
| 1    | 1990年          |                                            | 20萬     | |
| 2    | 1991年          |                                            | 23萬     | |
| 3    | 1992年          |                                            | 24.8萬   | |
| 4    | 1993年          |                                            | 26.1萬   | |
| 5    | 1994年          |                                            | 28.6萬   | |
| 6    | 1995年          |                                            | 29萬     | |
| 7    | 1996年          |                                            | 30萬     | |
| 8    | 1997年          |                                            | 35.3萬   | |
| 9    | 1998年          |                                            | 35.7萬   | |
| 10   | 1999年          |                                            | 33.7萬   | |
| 11   | 2000年          |                                            | 38.5萬   | |
| 12   | 2001年          |                                            | 39.6萬   | |
| 13   | 2002年          |                                            | 43萬     | |
| 14   | 2003年          |                                            | 42.7萬   | |
| 15   | 2004年          |                                            | 50.3萬   | |
| 16   | 2005年          |                                            | 63.9萬   | 首度引入下午6時後入場的優惠票，其中一日晚上10時後免費入場 |
| 17   | 2006年          |                                            | 68.6萬   | 繼續有下午6時後入場的優惠票，周末開放時間延長至凌晨2時 |
| 18   | 2007年          | 閱讀香港                                   | 76.3萬   | 展期延長至7日，首度訂立主題，優惠票由下午6時後入場改為下午1時前入場 |
| 19   | 2008年          | 閱讀世界‧走向世界                          | 82.9萬   | |
| 20   | 2009年          | 多元與創意‧書展20年                        | 90萬     | |
| 21   | 2010年          | 從香港閱讀世界－關心社會．關愛地球         | 近92萬   | 優惠票由下午1時前入場改為中午12時前入場，7月22日書展開放時間內的下午5時30分至7時50分天文台曾發出黑色暴雨警告，雖然如此，唯整體入場人次較上屆微升 |
| 22   | 2011年          | 從香港閱讀世界－在閱讀中發現自己           | 近95萬   | |
| 23   | 2012年          | 從香港閱讀世界－讀通世情．書出智慧         | 逾90萬   | 7月23日受颱風韋森特影響，香港天文台預告下午6時前會發出八號烈風或暴風信號，書展提早於下午5時45分關閉，至翌日中午12時10分才重開，令入場人次比上屆遜色 |
| 24   | 2013年          | 從香港閱讀世界－閱讀．令世界美好           | 逾98萬   | |
| 25   | 2014年          | 從香港閱讀世界－閱讀閱精彩                 | 逾101萬  | |
| 26   | 2015年          | 從香港閱讀世界 ｰ 一讀鍾情                  | 100萬    | |
| 27   | 2016年          | 從香港閱讀世界 ｰ 閱讀江湖 • 亦狂亦俠亦溫文 | 近102萬  | |
| 28   | 2017年          | 從香港閱讀世界 ｰ 人文 ･ 山水 ･ 情懷        | 近100萬  | 7月23日星期日受熱帶風暴洛克影響，天文台早上發出八號烈風或暴風信號，當天開放時間改至下午3時20分。7月24日開放時間延長至晚上11時（原10時），7月25日閉館時間由下午5時改至晚7時。7月25日停止售票和停止入場時間分別改至下午5時30分和下午6時15分。                                                         |
| 29   | 2018年          | 從香港閱讀世界 ｰ 愛情文學                  | 104萬    | 入場人次破歷年紀錄 |
| 30   | 2019年          | 從香港閱讀世界疑真疑幻・幻夢成真           | 近100萬  | 受反對逃犯條例修訂草案運動影響，人數比前一年差 |
| 31   | 2020年 （取消） | 從香港閱讀世界‧洗滌心靈 鼓舞人生           | 不適用   | 因應2019冠狀病毒病疫情影響，本年書展會取消 |
| 31   | 2021年          | 從香港閱讀世界‧洗滌心靈 鼓舞人生 再啟航    | 83萬     | 因應2019冠狀病毒病疫情影響，人數會是往年的75% |
| 32   | 2022年          | 從香港閱讀世界: 憶 • 寫香港故事            | 85萬     | |
| 33   | 2023年          | 從香港閱讀世界: 童來悅讀少年時             | 83萬     | |
| 34   | 2024年          | 影視文學                                   | 99萬     | |
| 35   | 2025年          | 飲食文化·未來生活                          | 89萬     | 7月20日受颱風韋帕影響，香港天文台上午12時20分會發出八號烈風或暴風信號，期後更曾發出十號颶風信號，八號或以上信號維持至下午7時40分，書展全日關閉，是2017年以來首次因八號或以上信號令書展關閉。星期日書展關閉，影響最大，令入場人次比上屆跌約10%，比之前兩次2012年及2017年受颱風影響令書展關閉時更大。 |

## 外部連結
- 官方网站